# Jerusalén Este
Jerusalén Este, también referida como Jerusalén Oriental (en árabe: القدس الشرقية‎, Al Quds al Sharqiya, en hebreo: מזרח ירושלים‎, Mizraj Yerushalayim o ירושלים המזרחית Yerushalayim HaMizrajit), es la parte de la ciudad de Jerusalén que quedó bajo control jordano tras la guerra árabe-israelí de 1948, y que incluye la ciudad vieja de Jerusalén, con numerosos lugares sagrados para el judaísmo, el islam y el cristianismo. Israel conquistó Jerusalén Este en 1967 y se la anexionó en 1980, aunque este movimiento no ha sido reconocido internacionalmente. En la actualidad, Israel controla de facto toda Jerusalén y considera toda la ciudad como su capital, mientras que el Estado de Palestina ha declarado a Jerusalén Este como su propia capital.  Ninguna de estas reivindicaciones ha obtenido un amplio apoyo internacional.
Según la resolución 181 de las Naciones Unidas, aprobada el 29 de noviembre de 1947, toda la ciudad de Jerusalén quedaría administrada por la ONU bajo la fórmula legal de un corpus separatum. Sin embargo, tras la batalla de Jerusalén durante la guerra árabe-israelí de 1948 la ciudad fue compartida por Israel y Jordania, con los israelíes gobernando Jerusalén Occidental y Jordania, Jerusalén Este y la Ciudad Vieja. La administración jordana duró hasta 1967, cuando, en la Guerra de los Seis Días, fue conquistada por Israel y anexionada al resto del municipio jerosolimitano, aunque dicha anexión no ha sido reconocida por ningún país del mundo y fue declarada una «violación del derecho internacional» por Naciones Unidas en su resolución 478. Asimismo, el 23 de diciembre de 2016, el Consejo de Seguridad de las Naciones Unidas reiteró en su Resolución 2334 que considera a Jerusalén Oriental como «territorio ocupado». La Corte Internacional de Justicia dictaminó el 19 de julio de 2024 que la ocupación israelí de Jerusalén Este es ilegal, instó a los Estados miembros de la ONU «a no reconocer como legal la presencia israelí en los territorios ocupados» y pidió tanto a la Asamblea General de las Naciones Unidas como a su Consejo de Seguridad que tomen las medidas necesarias «para poner fin a esta situación». Este sector de la ciudad incluye la Ciudad Vieja y algunos de los principales lugares religiosos del judaísmo, el islam y el cristianismo, como el Muro de las Lamentaciones, el Santo Sepulcro y el Monte del Templo o Explanada de las Mezquitas.

## Delimitación administrativa

Mapa de Jerusalén Este
Jerusalén occidental
Jerusalén este, áreas judías
Cisjordania, áreas judías
Jerusalén este, áreas árabes
Cisjordania, áreas árabes
Ciudad Vieja— Límites del armisticio de 1949
— Límite municipal anterior a 1967
— Límite de Jerusalén Este después de 1967

La locución «Jerusalén oriental» se refiere a dos áreas distintas según el período histórico contemplado:
- Puede aplicarse únicamente al municipio jordano anterior a 1967, que cubría un área de 6,4 km². En aquellos años, la expresión «Jerusalén Occidental» se refería al municipio israelí que cubría la parte occidental de la ciudad.[8][9]
- Desde la guerra de 1967, se refiere a los 70 km² que fueron incorporados por el gobierno israelí al municipio de Jerusalén y que desde 1948 habían permanecido bajo administración jordana como parte de Cisjordania. Esta área incluye no solo la parte oriental de la ciudad, sino que se extiende al norte, al sur y al este de la ciudad e incluye 28 pueblos de Cisjordania.[8][9]

## Historia

### Gobierno jordano
Durante la guerra de independencia de Israel, la parte occidental de Jerusalén se mantuvo en poder de Israel, mientras que Jerusalén Este (incluyendo la Ciudad Vieja) era controlada por la Legión Árabe de Transjordania. El final de la contienda llegó a su fin con la firma de los Acuerdos de Armisticio de 1949.
Nada más tomar la ciudad, los 2000 habitantes del barrio judío de la Ciudad Vieja fueron expulsados en masa cuando la Legión Árabe la ocupó el 28 de mayo de 1948. Dos días después, la Sinagoga Hurva, construida originalmente en 1701, fue volada por las tropas árabes. Todas menos una de las cincuenta y tres casas de culto judío que existían en la Ciudad Vieja fueron destruidas. Las sinagogas fueron destruidas o saqueadas y despojados sus interiores para ser utilizados como gallineros o establos. y el barrio judío fue prácticamente demolido. El antiguo cementerio judío en el Monte de los Olivos fue profanado, y sus lápidas y tumbas se utilizaron para la construcción y pavimentación de caminos. Tras la total expulsión de los judíos, Jordania también destruyó las aldeas judías de Atarot y Neve Yaakov, al norte de la ciudad. El comandante jordano que lideró la operación informó a sus superiores: 

Por primera vez en 1000 años no queda un solo judío en el barrio judío. Ni un solo edificio se mantiene intacto. Esto hace que el retorno de los judíos aquí sea imposible.

Jerusalén Este absorbió algunos refugiados procedentes de los barrios árabes de Jerusalén occidental que quedaron bajo dominio israelí, estableciéndose en las casas y áreas previamente judías de la ciudad.
Durante los 19 años de dominio jordano, Jerusalén Este perdió en gran parte su importancia, ya que dejó de ser una ciudad capital, sumado esto con la pérdida de su vínculo con la costa hizo disminuir su papel como centro comercial. Incluso se produjo un descenso de población, con la consecuencia de que sus comerciantes y administraciones se desplazaron a Amán. Durante la década de 1960 sus lugares sagrados atrajeron a un creciente número de peregrinos, pero a los israelíes de todas las religiones no se les permitió el ingreso a Jerusalén Este.
El Esquema Ciudadano Kendall fue encargado por el gobierno de Jordania en 1966 para unir Jerusalén oriental con las poblaciones circundantes, para su integración en un área metropolitana. Este plan finalmente no se llevó a cabo, ya que la ciudad fue reunificada definitivamente por Israel al año siguiente.

#### Anexión
En lugar de intentar establecer un estado árabe independiente en Cisjordania, el 24 de abril de 1950 Jordania anexó formalmente Jerusalén Oriental y Cisjordania, dando automáticamente a todos sus residentes la ciudadanía jordana. La medida formaba parte de la política expansionista de Jordania denominada «Plan de la Gran Siria». El Reino Unido, Irak y Pakistán fueron los únicos países que reconocieron formalmente esa anexión, que de facto llevaba consigo el reconocimiento de la anexión de Jerusalén Oriental. El 12 de junio de 1950, la Liga Árabe aprobó la anexión catalogándola como «medida temporal y práctica» y que Jordania poseía el territorio como un «administrador» en espera de una futura solución. La «solución» llegó el 27 de julio de 1953, cuando el rey Huséin de Jordania anunció que Jerusalén Este era «la capital alternativa del Reino Hachemita [y que forma] parte integral e inseparable» de Jordania. Reafirmando esta declaración, en 1960 declaró a Jerusalén su segunda capital.

### Gobierno israelí

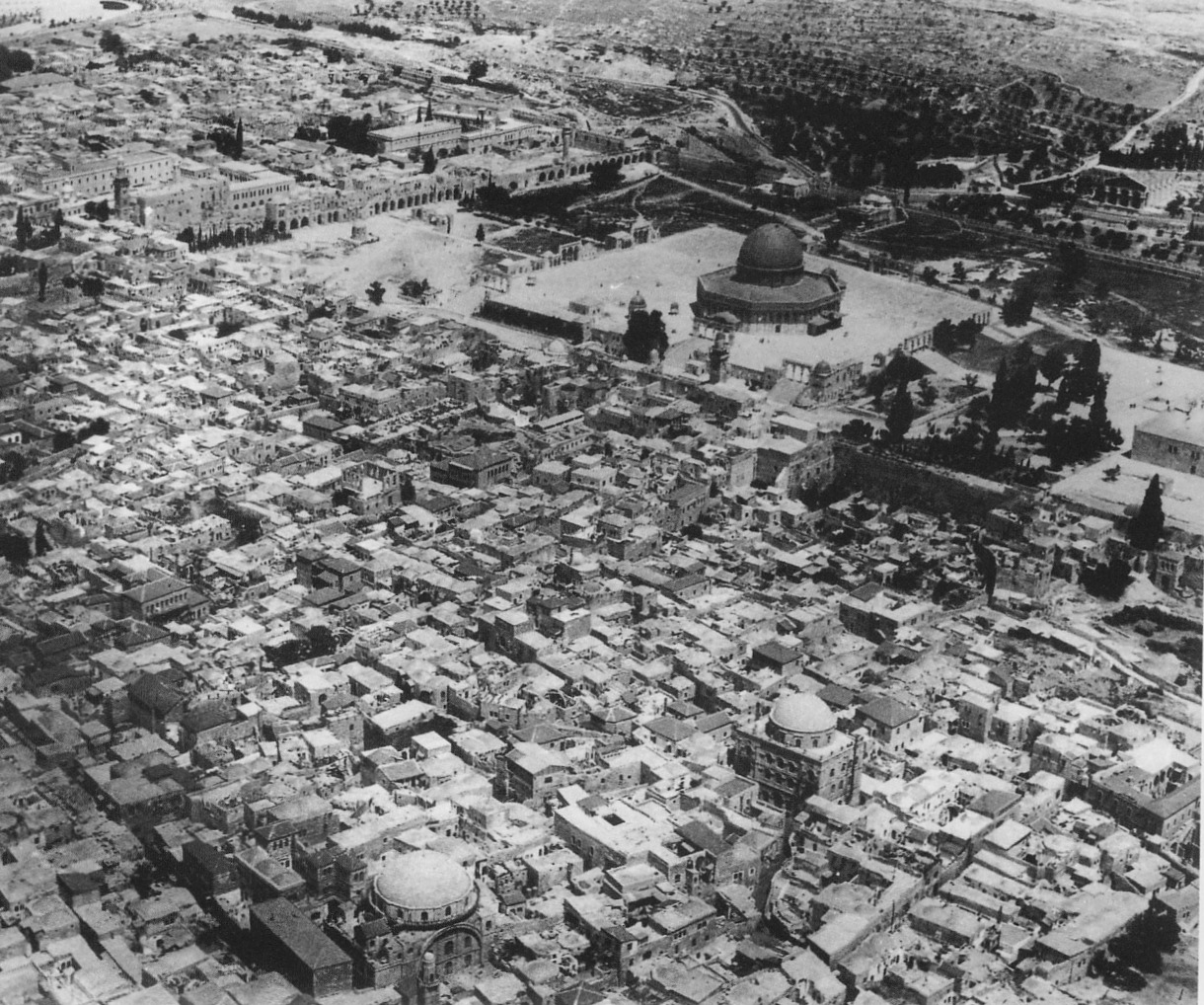
Ciudad vieja de Jerusalén en torno al año 1900. En el centro, el barrio marroquí de Jerusalén, demolido por los israelíes en 1967. Las dos cúpulas corresponden a la sinagoga Hurva y la sinagoga Tiferet, demolidas por los jordanos en 1948.

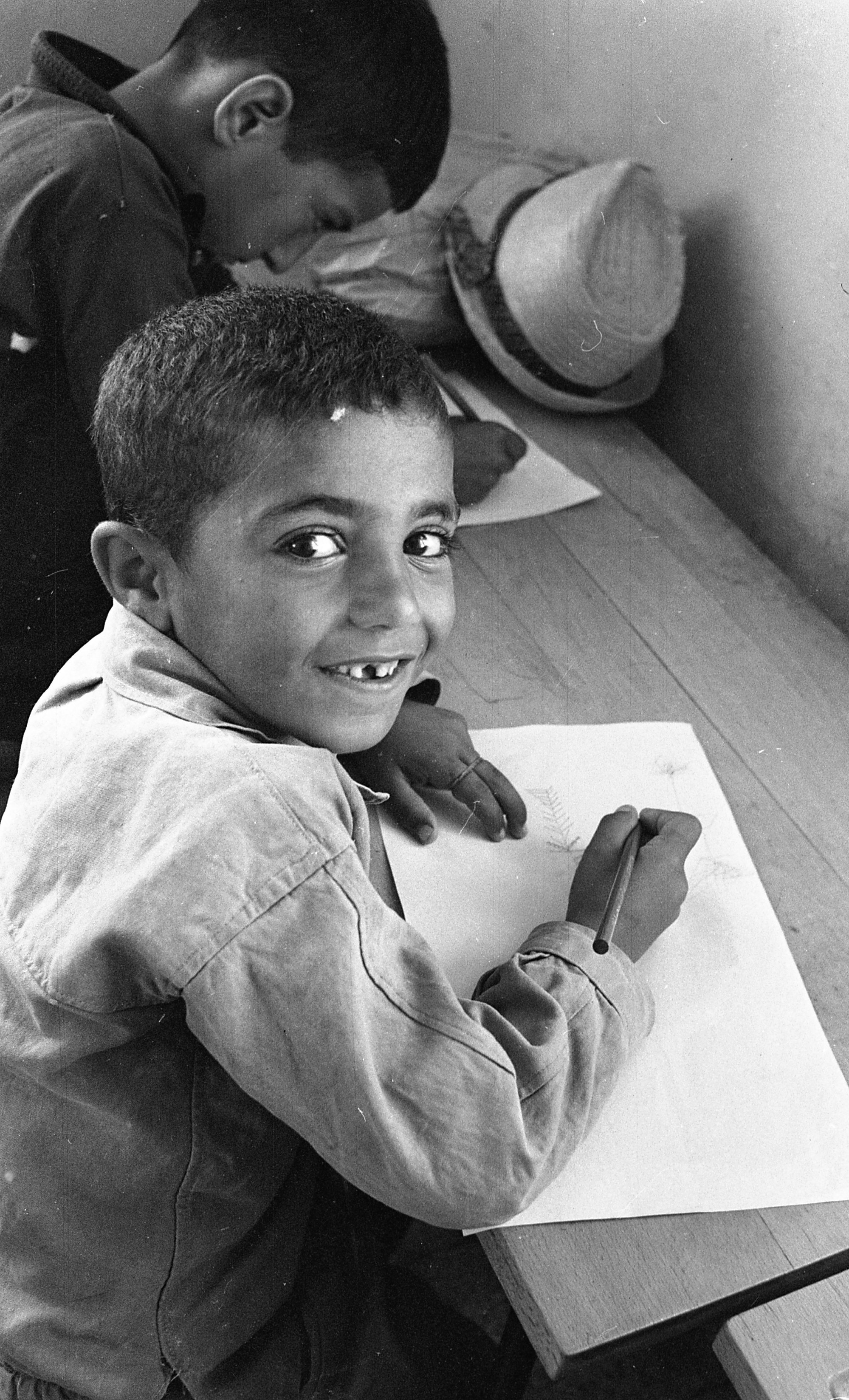
Campamento de verano para niños árabes y judíos, 1969

Cuando Israel atacó a la alianza egipcio-siria en la guerra de los Seis Días en junio de 1967, Israel estableció contactos con Jordania a través de las Naciones Unidas, dejando claro que si Jordania se abstenía de atacar a Israel, Israel no atacaría a Jordania. Sin embargo, los jordanos hicieron valer su alianza con Egipto y Siria, atacaron al oeste de Jerusalén y ocuparon el edificio del ex Alto Comisionado. Después de intensos combates, el ejército israelí recuperó el complejo y expulso al ejército jordano del este de Jerusalén, dando lugar a la reunificación de la ciudad.
Después de la conquista de la ciudad por el ejército israelí, los muros que la dividían fueron derribados. Tres semanas más tarde, la Knéset promulgó la legislación unificadora de la ciudad, extendiendo la soberanía israelí sobre la parte oriental de la misma, aunque no concedió la ciudadanía israelí a sus habitantes, que fueron considerados solamente "residentes permanentes". El barrio judío, destruido en 1948, fue reconstruido y repoblado nuevamente. El barrio marroquí fue demolido por completo para dejar sitio a la explanada del Muro de las Lamentaciones, y sus habitantes fueron expulsados.
Un año más tarde, en 1968, se decidió que el día que marca la reunificación de Jerusalén -28 de Iyar de acuerdo con el calendario judío- sería celebración nacional en Israel, conmemorando el Día de Jerusalén.
El gobierno de Israel afirma que existe desde entonces tolerancia religiosa, que los miembros de todas las religiones tienen libre acceso a sus sitios sagrados, permitiendo a los judíos a regresar al Muro de las Lamentaciones y otros lugares sagrados, así como también que los musulmanes y los cristianos israelíes pueden visitar sus lugares sagrados en Jerusalén Este, ya que también a ellos se les había prohibido el ingreso desde 1948. Si bien el gobierno israelí apoya la libre práctica de las religiones, en noviembre de 2010 el Departamento de Estado de los Estados Unidos, en la sección dedicada a Israel y los Territorios Ocupados de su informe anual sobre la libertad religiosa en el mundo, afirma que existe una discriminación legal y estatal contra los no judíos y las ramas no ortodoxas del judaísmo, así como impedimentos y restricciones de acceso a los lugares santos para los fieles de religiones distintas a la judía, un hecho que el informe viene denunciando desde hace varios años. Los judíos no ortodoxos y las mujeres, entre otros colectivos, no pueden rezar ni leer la Torá en voz alta frente al Muro de las Lamentaciones, lo que ha llevado a importantes choques y protestas. Por su parte, la UNESCO condenó el 13 de octubre de 2016 "las medidas ilegales" de Israel "contra la libertad de culto y el acceso de musulmanes" a la explanada de las mezquitas y a la mezquita de Al Aqsa.

#### Anexión
La Ley fundamental: Jerusalén capital de Israel fue aprobada por la Knéset el 30 de julio de 1980, proclamándola oficial y unilateralmente como "capital eterna e indivisible de Israel y el pueblo judío". Al mes siguiente, el Consejo de Seguridad de las Naciones Unidas condenó la Ley de Jerusalén, con la única abstención de Estados Unidos, mediante la Resolución 478, que afirma que esta ley constituye «una violación del derecho internacional» y es «un serio obstáculo para el logro de una paz completa, justa y duradera en el Oriente Medio». A fecha de 2018, solo dos países del mundo, aparte de la propia Israel, reconocen a Jerusalén como capital de Israel (Estados Unidos y Guatemala), mientras que ningún país reconoce la anexión israelí de Jerusalén Este.

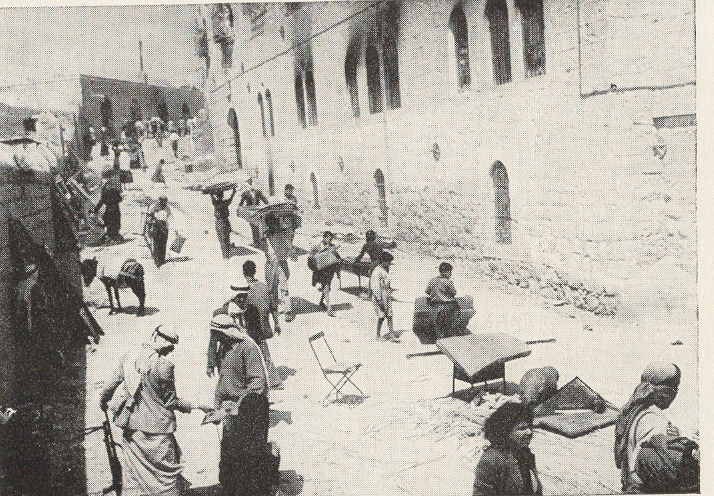
El barrio judío siendo saqueado tras la expulsión de sus habitantes (1948).

Tras el tratado de paz firmado con el rey Huséin I de Jordania en 1994, un habiz jordano pasó a realizar la custodia de los lugares santos musulmanes de la ciudad, garantizando el libre acceso a los lugares de importancia religiosa e histórica.
A raíz de la Segunda Intifada, en 2003 el gobierno israelí decidió aislar la ciudad de territorio cisjordano con una valla de seguridad, para prevenir los actos de terrorismo. Al tratarse de un muro levantado en terreno ocupado, su trazado ha sido muy criticado por organizaciones pacifistas israelíes como Peace Now y B'Tselem, por organizaciones internacionales como Amnistía Internacional, Intermón-Oxfam o UNICEF, por la Asamblea General de las Naciones Unidas y por la Oficina para la Coordinación de la Ayuda Humanitaria de las Naciones Unidas en los Territorios Ocupados Palestinos (OCHAOPT). La Corte Internacional de Justicia de La Haya lo ha declarado ilegal bajo el derecho internacional. La construcción del muro dejó del lado cisjordano a cuatro barrios que Israel mantiene como parte del municipio de Jerusalén: Ras Jamis, Ras Shehada, Dahiyat A-Salam y en el campo de refugiados de Shufat.
Pese a ser considerados como ilegales según el derecho internacional y haber sido condenados reiteradamente por diversas resoluciones de Naciones Unidas, Israel ha ampliado sus asentamientos en Jerusalén Este durante los últimos años a un ritmo constante. En 2014, el número de viviendas construidas en estos asentamientos fue de 775; en 2015 fueron solamente 395; en 2016 se habían aprobado 500 más hasta la elección de Donald Trump como presidente estadounidense; tras dicha elección, el 8 de noviembre, y hasta finales de año, se aprobaron 1000 nuevas viviendas. El 22 de enero de 2017, el alcalde de Jerusalén anunciaba la construcción de 566 nuevas viviendas, y declaraba que "ya no tenemos las manos atadas como en la era de Barack Obama y ahora podemos construir", asegurando que estaban estudiando la aprobación de otras 11 000 viviendas próximamente.

### Capital de Palestina
En 1988 el Consejo Nacional Palestino adoptó la Declaración de independencia de Palestina, en la cual proclamó «el establecimiento del Estado de Palestina en la tierra de Palestina con su capital en Jerusalén». La misma decisión fue tomada también por el Consejo Legislativo Palestino en mayo de 2002 cuando aprobó la ley básica de la Autoridad Nacional Palestina, la cual sostiene sin ambigüedad que «Jerusalén es la capital de Palestina».
La comunidad internacional no reconoce esta proclama palestina, pues considera que el estatuto final de Jerusalén (incluyendo Jerusalén Este) debe ser establecido como consecuencia de un futuro acuerdo entre Palestina e Israel.
Posteriormente, los palestinos han abandonado su posición maximalista de considerar a toda la ciudad de Jerusalén como su capital y ahora reivindican las fronteras de 1967 que incluye únicamente a Jerusalén Este. De hecho, el movimiento Hamás que controla la Franja de Gaza anunció su aceptación a la creación de un Estado Palestino dentro de las fronteras de 1967, reconociendo implícitamente que su reivindicación se limita a Jerusalén Este.

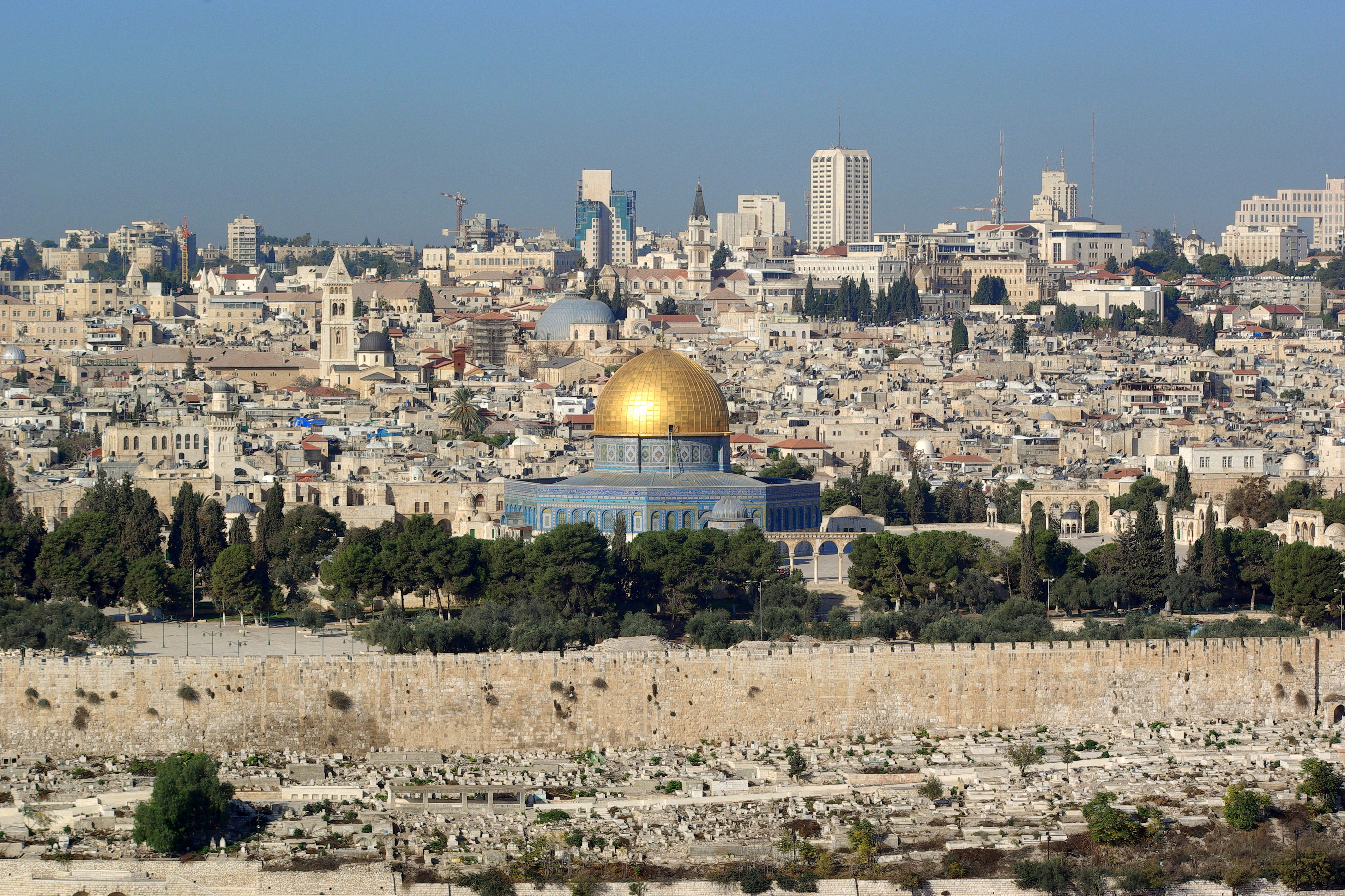
Vista de la ciudad vieja de Jerusalén desde el Monte de los Olivos.

La ONU a través de su Consejo de Seguridad aprobó en diciembre de 2016 la Resolución 2334 declarando «que el establecimiento de asentamientos por parte de Israel en el territorio palestino ocupado desde 1967, incluida Jerusalén Oriental, no tiene validez legal».
En diciembre de 2017, como respuesta al reconocimiento de Jerusalén como capital de Israel por parte de Estados Unidos bajo la administración de Donald Trump, la Organización para la Cooperación Islámica (OCI) que agrupa a 57 países de mayoría musulmana, reconoció a Jerusalén Este como capital del Estado de Palestina. De hecho, el presidente de Turquía anunció la posibilidad de que su país abra en Jerusalén Este su embajada para el Estado de Palestina. También numerosos estados sudamericanos han incluido en su reconocimiento del Estado de Palestina la capitalidad de Jerusalén. 
El 21 de diciembre de 2017, la Asamblea General de las Naciones Unidas aprobó por amplia mayoría (128 países a favor, 35 abstenciones y 9 en contra) la Resolución A/ES-10/L.22 que versa sobre las «medidas ilegales israelíes en la Jerusalén Oriental Ocupada y el resto del Territorio Palestino Ocupado» en la cual reitera que todas las decisiones y los actos que pretendan modificar el carácter, el estatuto o la composición demográfica de Jerusalén no tienen efecto jurídico alguno, son nulos y sin valor y deben revocarse en cumplimiento de las resoluciones pertinentes del Consejo de Seguridad. Asimismo, exhorta a todos los Estados a que se abstengan de establecer misiones diplomáticas en la Ciudad Santa de Jerusalén y exige que todos los Estados cumplan las resoluciones del Consejo de Seguridad relativas a la Ciudad Santa de Jerusalén y no reconozcan actos o medidas que contravengan lo dispuesto en esas resoluciones.
El 19 de julio de 2024, el Tribunal Internacional de Justicia (TIJ) de las Naciones Unidas dictaminó que la presencia israelí en Jerusalén Este «viola el derecho internacional» y exigió a Israel «detener los asentamientos y evacuar a los colonos», así como a reparar el daño causado a los palestinos afectados por la ocupación. El alto tribunal de la ONU instó a sus Estados miembros «a no reconocer como legal la presencia israelí en los territorios ocupados» y pidió tanto a la Asamblea General de las Naciones Unidas como a su Consejo de Seguridad que tomen las medidas necesarias «para poner fin a esta situación». En concreto, el TIJ explicó que los asentamientos israelíes, incluidos los barrios judíos en Jerusalén Este, violan el derecho internacional en numerosos aspectos:
- Desahucios forzosos, demoliciones de viviendas masivas y restricciones al derecho de residencia y de movimiento.
- El traslado por parte de Israel de colonos a Cisjordania y Jerusalén Este y el mantenimiento de su presencia.
- Su fracaso a la hora de evitar o castigar los ataques de los colonos.
- Restricción del acceso al agua de la población palestina.
- El uso por parte de Israel de los recursos naturales en los territorios ocupados palestinos.
- La aplicación de las leyes israelíes en Cisjordania y Jerusalén Este.[52]

El TIJ concretó que «el traslado por parte de Israel de colonos a Cisjordania y Jerusalén, así como el mantenimiento de su presencia, es contrario al artículo 49 del Cuarto Convenio de Ginebra». El dictamen del Tribunal Internacional de Justicia también ordenó la restitución, compensación o satisfacción de bienes a la población palestina por los daños ocasionados por la ocupación. En concreto, dictaminó «la obligación de Israel de devolver la tierra y otros bienes inmuebles, así como todos los bienes confiscados a cualquier persona física o jurídica desde que comenzó su ocupación en 1967, y todos los bienes y activos culturales confiscados a los palestinos y a las instituciones palestinas, incluidos archivos y documentos», tras lo que añadió que «también exige la evacuación de todos los colonos de los asentamientos existentes y el desmantelamiento de las partes del muro construido por Israel que están situadas en el territorio palestino ocupado, así como permitir que todos los palestinos desplazados durante la ocupación regresen a su lugar de residencia original».

## Demografía
En 1967, un censo de población llevado a cabo por las autoridades israelíes registró 66.000 residentes palestinos (44.000 en la zona conocida como Jerusalén Este antes de la guerra de 1967; y 22.000 en la parte perteneciente a Cisjordania que fue anexionada después de la guerra de 1967). Solo unos centenares de judíos residían en Jerusalén Este en aquella época ya que la mayoría de los judíos habían sido expulsados en 1948 durante el gobierno jordano. En junio de 1993, una mayoría de judíos vivían en Jerusalén Este: 155.000 fueron oficialmente censados frente a 150.000 palestinos.

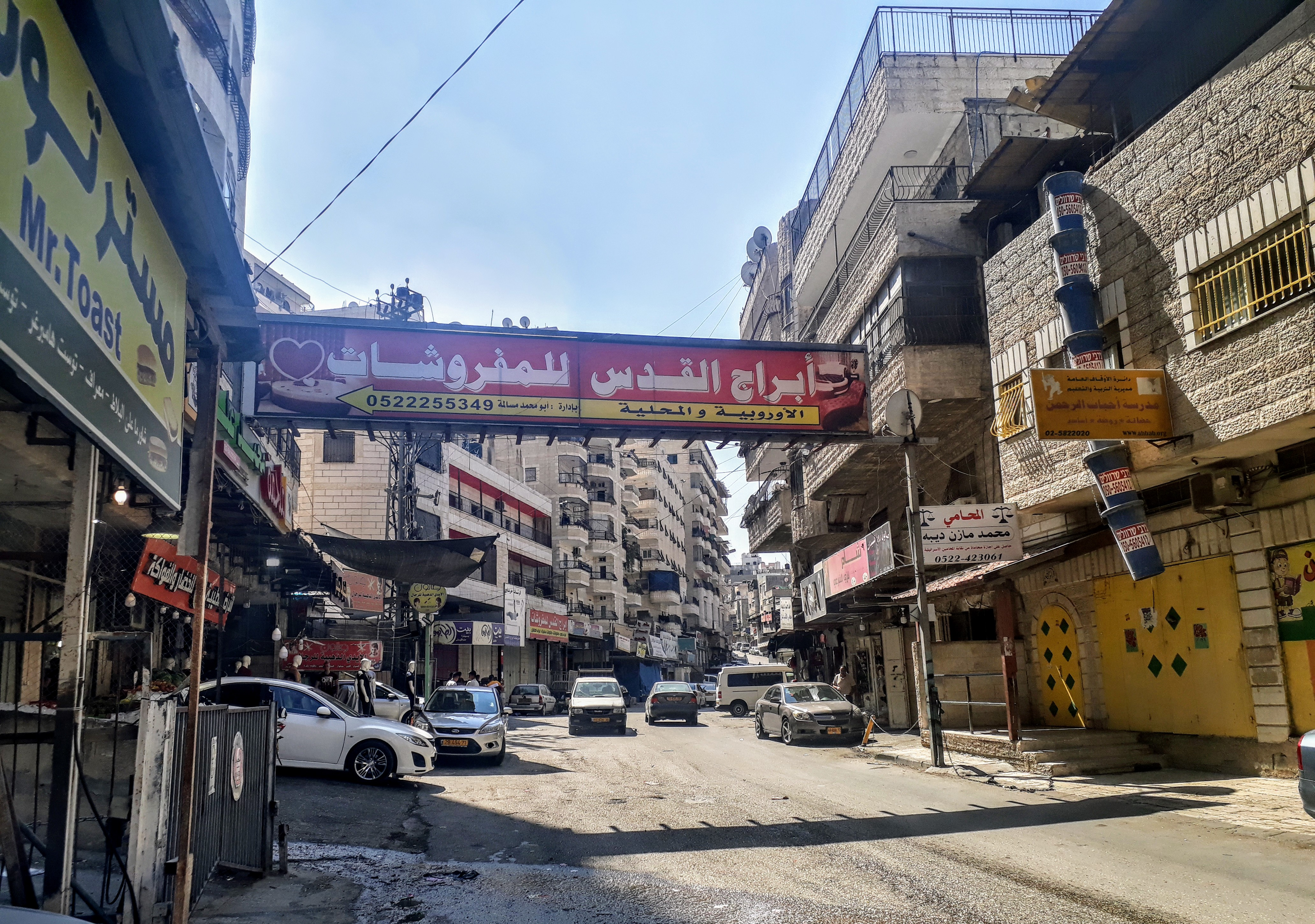
Calle principal de Shufat.

 A finales de 2008, la población de Jerusalén Este se elevaba a 456.300 habitantes, y representaba el 60% de la población de Jerusalén. Se repartían entre 195.500 (43%) judíos (que a su vez representaban el 40% de la población total de Jerusalén), y 260.800 (57%) musulmanes (representando a su vez el 98% de la población musulmana de Jerusalén). Estimar la población palestina de Jerusalén Este es un tema controvertido debido a las implicaciones políticas. En 2008, la Oficina Central de Estadísticas de Palestina elevó el número de palestinos residentes en Jerusalén Este a 208.000, según un censo llevado a cabo poco antes. La Oficina Central de Estadísticas de Israel emitió un comunicado con ocasión del Día de Jerusalén de 2017 en el que cifraba la población palestina de la ciudad en 323.700 personas, a las que habría que sumar 201.200 colonos judíos residentes también en Jerusalén Este. Más de un cuarto de los habitantes palestinos de Jerusalén Este viven en los barrios de Ras Jamis, Ras Shehada, Dahiyat A-Salam y en el campo de refugiados de Shufat, que se han visto separados del resto de la ciudad por el muro de separación israelí. Según la Asociación por los Derechos Civiles de Israel, esta separación ha causado a sus residentes una carencia severa de infraestructuras y servicios básicos.
En 2008, los principales barrios palestinos de Jerusalén Este incluían Shuafat (38.800 habitantes), Beit Hanina (27.900 habitantes), el barrio musulmán de la Ciudad Vieja (26.300 habitantes), Silwan (entre 20.000 y 50.000 habitantes), At-Tur (23.570 habitantes, A-Sawana incluido), Isawiya (cerca de los 20.000 habitantes) y Wadi al-Joz (17.000 habitantes). Los principales barrios judíos de Jerusalén Este incluían los asentamientos israelíes de Ramot Alon (42.200 habitantes), Pisgat Ze'ev (42.100 habitantes), Gilo (26.900 habitantes), Neve Yaakov (20.400 habitantes), Ramat Shlomo (15.100 habitantes) y East Talpiot (12.200 habitantes). Las Naciones Unidas reafirmaron en su resolución 2334 que los asentamientos judíos en Jerusalén Este "no tienen validez legal" y los califica como una "flagrante violación" del derecho internacional. La Ciudad Vieja alberga a 36.681 árabes y 3.847 judíos.

## Acuerdos, cumbres, reclamaciones y resoluciones

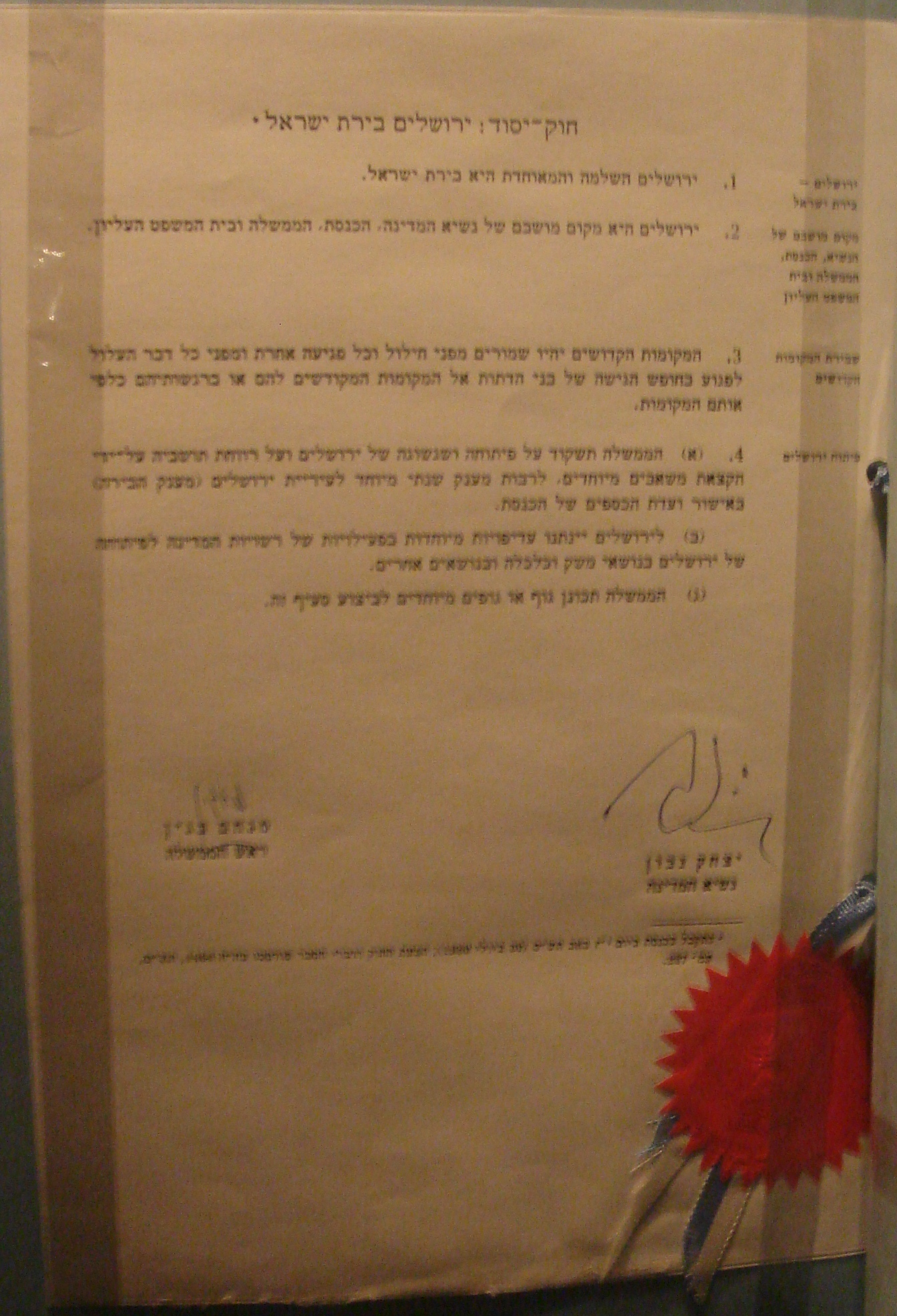
La Ley fundamental: Jerusalén capital de Israel, donde proclama a Jerusalén como «Capital eterna e indivisible de Israel y el pueblo judío» fue aprobada por la Knéset en 1980 y declarada «nula e inválida» por la Resolución 478 del Consejo de Seguridad de las Naciones Unidas

- Tras la conquista israelí, la OLP y luego la Autoridad Nacional Palestina han reivindicado Jerusalén Este como capital del futuro Estado palestino.
- En noviembre de 1967, se aprobó la Resolución 242 del Consejo de Seguridad de las Naciones Unidas, por la que se exigía a Israel "retirarse de los territorios ocupados en el reciente conflicto".
- En 1980, la Ley de Jerusalén, que declaraba que "Jerusalén, completa y unida, es la capital de Israel", fue declarada "nula e inválida" por la Resolución 478 del Consejo de Seguridad de las Naciones Unidas.
- Los Acuerdos de Oslo, firmados el 13 de septiembre de 1993, aplazaron la decisión acerca del estatus permanente de Jerusalén para las etapas finales de las negociaciones entre Israel y los palestinos.
- La posibilidad de la capitalidad en la zona oriental de la ciudad de un futuro Estado palestino, fue considerada por Israel por primera vez durante la Cumbre de paz de Camp David del año 2000 y en la Cumbre de Taba en el 2001, pero la propuesta global fue rechazada por Yasir Arafat.[61][62] Según la historiadora Nadine Picaudou, el gobierno israelí no proponía que la capital palestina se estableciera en Jerusalén sino en Abu Dis, una ciudad situada al este de la Ciudad Vieja, ni tampoco proponía una soberanía palestina absoluta sobre los barrios y suburbios árabes de la ciudad, y reinvidicaba parte de la soberanía sobre la Explanada de las Mezquitas. Se considera que la polémica sobre Jerusalén Este condujo al fracaso de las negociaciones, que terminaron sin acuerdo.[63] Según Shlomo Ben-Ami, se propuso una soberanía y capitalidad completas en los sectores árabes de Jerusalén Este (que incluían el barrio musulmán y el barrio cristiano de la Ciudad Vieja) y una soberanía israelí sobre el Monte del Templo con custodia palestina, siendo finalmente la intransigencia de Arafat lo que dio al traste con las negociaciones.[64] Desde entonces, tal posibilidad no ha vuelto a ser considerada por Israel.
- En diciembre de 2016 el Consejo de Seguridad de la ONU aprobó la Resolución 2334 que mencionó expresamente la situación de Jerusalén Oriental al pronunciarse «condenando todas las medidas que tienen por objeto alterar la composición demográfica, el carácter y el estatuto del Territorio Palestino ocupado desde 1967, incluida Jerusalén Oriental, incluyendo, entre otras cosas, la construcción y expansión de los asentamientos, el traslado de colonos israelíes, la confiscación de tierras, la demolición de viviendas y el desplazamiento de civiles palestinos, en violación del derecho internacional humanitario y las resoluciones pertinentes».